# Moseley Shoals
Moseley Shoals è il secondo album in studio del gruppo rock britannico Ocean Colour Scene, pubblicato nel 1996.

## Tracce
1. The Riverboat Song – 4:54
2. The Day We Caught the Train – 3:06
3. The Circle – 3:43
4. Lining Your Pockets – 3:36
5. Fleeting Mind – 5:09
6. 40 Past Midnight – 4:01
7. One for the Road – 3:43
8. It's My Shadow – 4:23
9. Policemen and Pirates – 4:03
10. The Downstream – 5:32
11. You've Got It Bad – 4:26
12. Get Away – 7:55